# Paula Arcos Poveda
Paula Arcos Poveda (Petrer, Vinalopó Mitjà, 21 de desembre de 2001) és una jugadora d'handbol valenciana que juga de central i lateral esquerre al CS Gloria 2018 Bistrița-Năsăud i representa Espanya a nivell internacional amb la selecció espanyola d'handbol femení.

## Trajectòria
Paula Arcos es va formar a l'equip local de Petrer fins a categoria cadet de segon any. Va ser llavors quan  el Club Handbol d'Elx va apostar per ella. La petrerina arribà al Mecalia Atlético Guardés la temporada 2020 on es retrobà amb l'entrenador també petrerí José Ignacio Prades. L'any 2022 fitxa pel campió de lliga, el Super Amara Bera Bera, equip amb el que juga una final de Supercopa i una final de la Copa de la Reina, aconseguint ambdós títols.
Després d'un final de temporada prou problemàtic al 2023 (es va anunciar el seu fitxatge pel Rapid de Bucarest romanès però no arribà a fer-se efectiu pels problemes de l'equip de Romania acaba matxant a Noruega i fitxant pel Vipers Kristiansand, equip amb el que aconsegueix un doblet en la seua primera temporada. Al gener de 2025 la jugadora de Petrer fitxa pel CS Gloria 2018 Bistrița-Năsăud romanès.

## Clubs
- 2012 - 2016: Handbol Petrer
- 2016 - 2020: Handbol Elx
- 2020 - 2022: Mecalia Atlético Guardés
- 2022 - 2023: Super Amara Bera Bera
- 2023 - 2025: Vipers Kristiansand
- 2025 - actualitat: CS Gloria 2018 Bistrița-Năsăud

## Selecció nacional
Va fer el seu debut olímpic als Jocs Olímpics de Tokio de 2020, on, havent sigut sel·leccionada per Carlos Viver, fou inclosa a l'equip de la selecció espayola d'handbol femení (conegudes popularment sota el nom de "Las Guerreras"). L'equip espanyol va ser finalment eliminat, no passant a quarts de final i quedant cinquenes al grup B on jugàven.

## Handbol platja
Paula també ha jugat a l'handbol platja, encara que mai de manera continuada. El 2023 es va proclamar campiona de la Copa d'Espanya celebrada a les platges de Barbate amb el Cats AM Team Almería, compartint camp amb la jugadora espanyola Asun Batista.

## Palmarès
- 1 Copa de la Reina (2022-2023)
- 1 Supercopa d'Espanya (2022-2023)
- 1 Copa d'Espanya d'Handbol Platja (2023)
- 1 Copa de Noruega (2024)[14]
- 1 Lliga de Noruega (2024)[8]

### Premis individuals
- MVP Lliga Guerreras Iberdrola (2021-2022)[15]